# Hyphessobrycon metae
Hyphessobrycon metae es una especie de pez de la familia Characidae en el orden de los Characiformes.

## Morfología
Los machos pueden llegar alcanzar los 4 cm de longitud total.

## Hábitat
Vive en zonas de clima tropical 22 °C - 26 °C de temperatura.

## Distribución geográfica
Se encuentran en Sudamérica: cuenca del río Orinoco.